# Можайченко, Валентина Николаевна
Валентина Николаевна Можайченко (1917—1998) — участница советского атомного проекта, лауреат Сталинской премии.
Родилась в 1917 г. в с. Хвощёвка Нижегородской губернии.
В 1937 г. окончила Горьковский дизелестроительный техникум по специальности обработка металлов резанием. Работала на разных предприятиях г. Горький.
В 1946 г. после демобилизации мужа из армии поехала с ним в поселок Сарово, где жили его родители.
По приглашению руководителей только что организованного ядерного объекта (КБ-11) поступила туда на работу и работала там 30 лет, в том числе первые 10 лет -в спецмастерской, спеццехе.
С 1976 г. на пенсии.
Умерла в 1998 г.
Сталинская премия 1951 года — за организацию производства узлов изделий РДС (руководила токарным участком, где изготавливались урановые детали).
Награждена орденом Трудового Красного Знамени (1951) и медалью «За трудовую доблесть» (1956).